# روبي ستيرلينغ
روبي ستيرلينغ هو سائق سيارة سباق وشخصية أعمال كندي، ولد في 7 سبتمبر 1960 في تورونتو في كندا.

## روابط خارجية
- روبي ستيرلينغ على موقع DriverDB.com (الإنجليزية)